# Wade Trophy
Il Wade Trophy è un premio conferito annualmente alla migliore giocatrice del campionato di pallacanestro di NCAA Division I.
Venne istituito nel 1978 ed è intitolato alla memoria della cestista Margaret Wade, scomparsa nel 1995 e membro del Naismith Memorial Basketball Hall of Fame e del Women's Basketball Hall of Fame. Il Wade Trophy è assegnato dalla Women's Basketball Coaches Association.

## Albo d'oro
- 1978 - Carol Blazejowski, Montclair St. Red Hawks
- 1979 - Nancy Lieberman,  ODU L. Monarchs
- 1980 - Nancy Lieberman,  ODU L. Monarchs
- 1981 - Lynette Woodard,  Kansas Jayhawks
- 1982 - Pam Kelly,  L.T. Lady Techsters
- 1983 - LaTaunya Pollard,  Long Beach 49ers
- 1984 - Janice Lawrence,  L.T. Lady Techsters
- 1985 - Cheryl Miller,  USC Trojans
- 1986 - Kamie Ethridge,  Texas Longhorns
- 1987 - Shelly Pennefather,  Villanova Wildcats
- 1988 - Teresa Weatherspoon,  L.T. Lady Techsters
- 1989 - Clarissa Davis,  Texas Longhorns
- 1990 - Jennifer Azzi,  Stanford Cardinal
- 1991 - Daedra Charles,  Tenn. L. Volunteers
- 1992 - Susan Robinson,  Penn State L. Lions
- 1993 - Karen Jennings,  UNL Cornhuskers
- 1994 - Carol Ann Shudlick,  Minnesota Gophers
- 1995 - Rebecca Lobo,  UConn Huskies
- 1996 - Jennifer Rizzotti,  UConn Huskies
- 1997 - DeLisha Milton-Jones,  Florida Gators
- 1998 -  Ticha Penicheiro,  ODU L. Monarchs
- 1999 - Stephanie White,  Purdue Boilerm.
- 2000 - Edwina Brown,  Texas Longhorns
- 2001 - Jackie Stiles,  Missouri St. Bears

- 2002 - Sue Bird,  UConn Huskies
- 2003 - Diana Taurasi,  UConn Huskies
- 2004 - Alana Beard,  Duke Blue Devils
- 2005 - Seimone Augustus,  LSU Lady Tigers
- 2006 - Seimone Augustus,  LSU Lady Tigers
- 2007 - Candace Parker,  Tenn. L. Volunteers
- 2008 - Candice Wiggins,  Stanford Cardinal
- 2009 - Maya Moore,  UConn Huskies
- 2010 - Maya Moore,  UConn Huskies
- 2011 - Maya Moore,  UConn Huskies
- 2012 - Brittney Griner,  Baylor Lady Bears
- 2013 - Brittney Griner,  Baylor Lady Bears
- 2014 - Odyssey Sims,  Baylor Lady Bears
- 2015 - Breanna Stewart,  UConn Huskies
- 2016 - Breanna Stewart,  UConn Huskies
- 2017 - Kelsey Plum,  Wash. Huskies
- 2018 - A'ja Wilson,  S.C. Gamecocks
- 2019 - Sabrina Ionescu,  Oregon Ducks
- 2020 - Sabrina Ionescu,  Oregon Ducks
- 2021 - NaLyssa Smith,  Baylor Lady Bears
- 2022 - Aliyah Boston,  S.C. Gamecocks
- 2023 - Caitlin Clark,  Iowa Hawkeyes
- 2024 - Caitlin Clark,  Iowa Hawkeyes
- 2025 - Paige Bueckers,  UConn Huskies